# Tryggve Larssen (Bauingenieur)
Tryggve Larssen (* 27. November 1870 in Porsgrund, Norwegen; † 9. Januar 1928 in Bremen) war ein deutscher Bauingenieur norwegischer Herkunft. 

## Leben
Er war Staatsbaumeister (Baurat) der Hansestadt Bremen und ist bekannt als Erfinder der Stahlspundwand (um 1902), auf die er 1904 ein Patent anmeldete. Das später nach ihm benannte Larssen-Profil (mit U-Form), das unter anderem von der Firma Hoesch vertrieben und weiterentwickelt wurde, war anfangs noch genietet. Larssen-Profile werden noch heute verwendet. Die erste solche Spundwand wurde 1902 im Hohentorshafen in Bremen gerammt und steht noch heute.